# Formula di Perron
In teoria analitica dei numeri, la formula di Perron è una formula che permette di calcolare la somma di una funzione aritmetica tramite una trasformata di Mellin inversa. La formula prende il nome da Oskar Perron.

## Enunciato
Sia {\displaystyle \{a(n)\}} una funzione aritmetica, e sia
{\displaystyle g(s)=\sum _{n=1}^{\infty }{\frac {a(n)}{n^{s}}}}
la sua serie di Dirichlet corrispondente. Si supponga che la serie di Dirichlet sia assolutamente convergente per {\displaystyle \Re (s)>\sigma _{a}}. Allora la formula di Perron afferma che
{\displaystyle A(x)={\sum _{n\leq x}}^{\star }a(n)={\frac {1}{2\pi i}}\int _{c-i\infty }^{c+i\infty }g(z){\frac {x^{z}}{z}}dz\;},
per ogni {\displaystyle x>0} e {\displaystyle c>\sigma _{a}}. In questo caso, la stella a fianco del simbolo di sommatoria segnala che l'ultimo termine della somma va moltiplicato per 1/2 quando {\displaystyle x} è un intero.

## Dimostrazione
Un semplice abbozzo di dimostrazione può essere ricavato dalla formula di sommazione di Abel:
{\displaystyle g(s)=\sum _{n=1}^{\infty }{\frac {a(n)}{n^{s}}}=s\int _{0}^{\infty }A(x)x^{-(s+1)}dx.}
Questa non è altro che una trasformata di Laplace con il cambio di variabile {\displaystyle x=e^{t}}. La formula di Perron si ricava invertendo questa relazione.

## Esempi
A causa della sua relazione generale con le serie di Dirichlet, la formula di Perron è comunemente applicata a svariate somme di teoria dei numeri. In questo modo, ad esempio, si ottiene l'importante rappresentazione integrale della funzione zeta di Riemann:
{\displaystyle \zeta (s)=s\int _{1}^{\infty }{\frac {\lfloor x\rfloor }{x^{s+1}}}\,dx}
e una formula analoga per le funzioni L di Dirichlet:
{\displaystyle L(s,\chi )=s\int _{1}^{\infty }{\frac {A(x)}{x^{s+1}}}\,dx}
dove
{\displaystyle A(x)=\sum _{n\leq x}\chi (n)}
e {\displaystyle \chi (n)} è un carattere di Dirichlet.